# Jenischpark

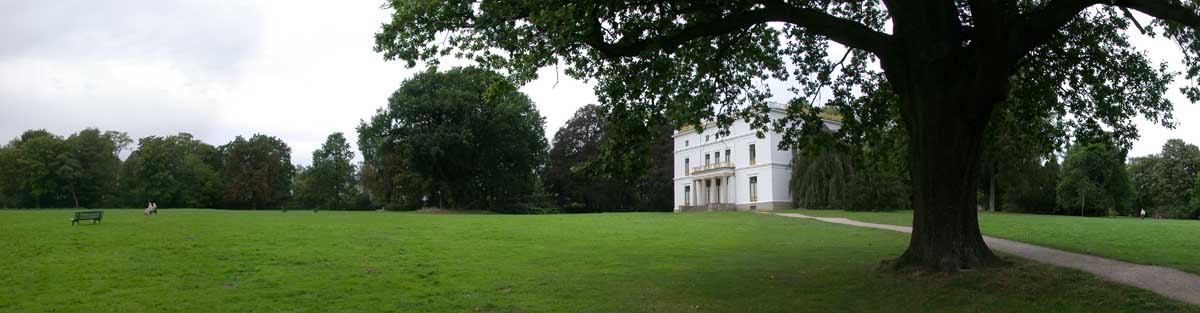
Panorama des Parks und des Jenisch-Hauses

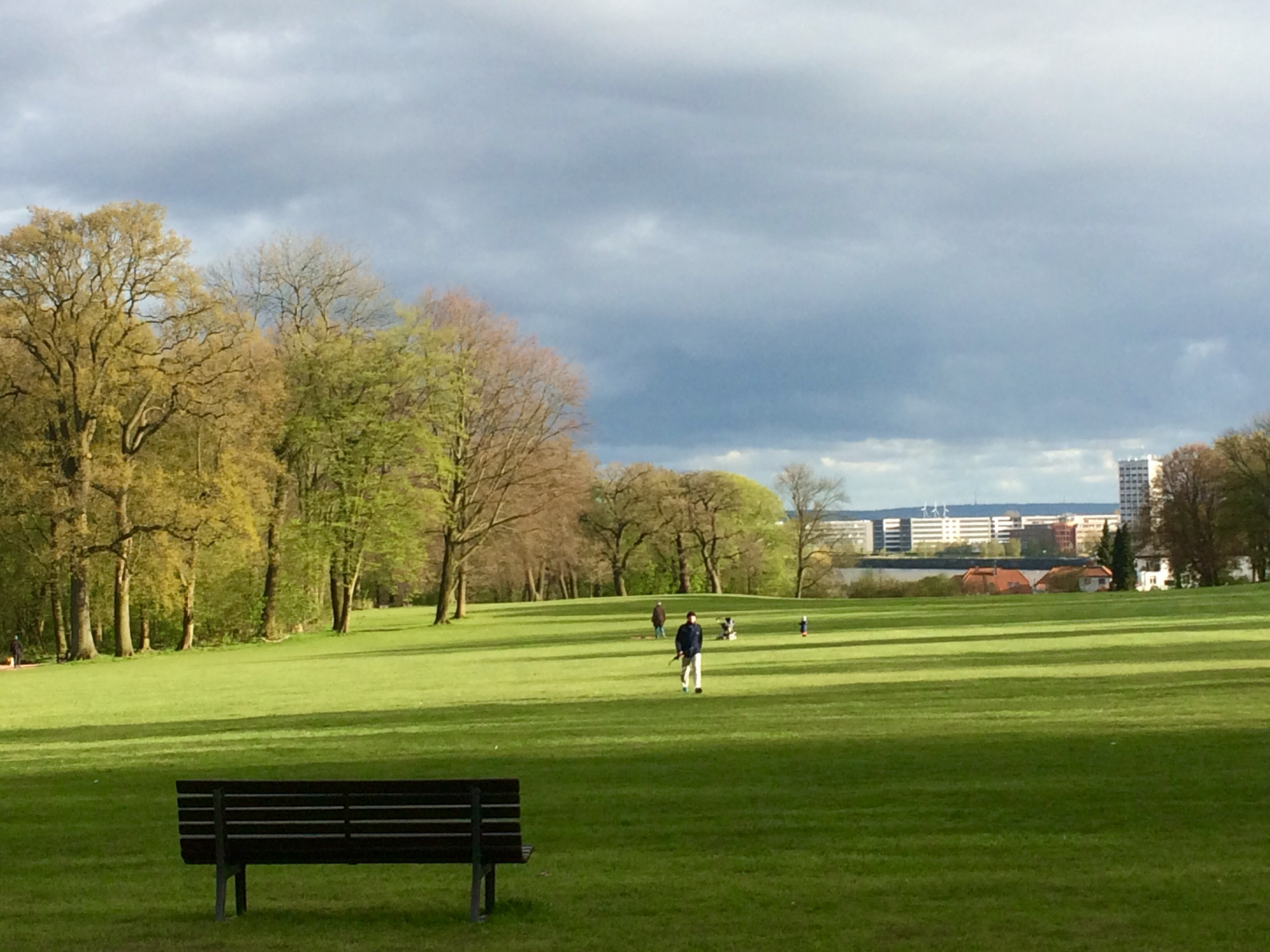
Blick vom Jenisch-Haus über den Park Richtung Elbe

Der Jenischpark gehört zu den bekannten Parks in Hamburg und bedeutenden Landschaftsgärten in Norddeutschland. Er liegt in Hamburg-Othmarschen am Geesthang über der Elbe bei Teufelsbrück, seine Gesamtfläche beträgt 42 ha, von denen 8 ha Naturschutzgebiet sind. Mit dem Jenisch-Haus, dem Ernst-Barlach-Haus und dem Eduard Bargheer-Museum liegen drei Museen direkt im Park.

## Geschichte
Das Gelände des heutigen Parks wurde zusammen mit umfangreichen Ländereien (insgesamt ca. 260 ha) in der Nähe des Ortes Flottbek im Zeitraum von 1785 bis 1805 von Caspar Voght für die damals beträchtliche Summe von 45 600 Mark erworben. Es handelte sich um zu der Zeit weitgehend unbesiedeltes ehemaliges Kulturland. Der gesamte Besitz Voghts bestand aus vier Teilen, die sich um ein Landhaus gruppierten und die heute noch im Stadtbild erkennbar sind: Süderpark (heutiger Jenischpark), Norderpark (heute u. a. Botanischer Garten), Osterpark (heute u. a. Golfplatz) und Westerpark (zunächst Baumschulgelände, heute wieder Park). Voght wurde bei der landschaftlichen Gestaltung seines Besitzes durch das Anwesen The Leasowes des englischen Dichters William Shenstone inspiriert. Er plante eine ausgedehnte Ideallandschaft, mit der er eine Verbindung von ästhetischen und wirtschaftlichen Gesichtspunkten, von sozialer Verantwortung und landwirtschaftlicher Nutzung erreichen wollte. Zusammen mit dem schottischen Landwirt Alexander Rogers entwarf er ein Mustergut in Form einer sog. rural farm als Abfolge malerischer Landschaften, die über einen Rundweg erschlossen wurden. So entstand eine Parklandschaft mit zwanglos eingebettet wirkenden landwirtschaftlichen Nutzflächen und Gebäuden, Waldstücken und Baumgruppen.
In zahlreichen Veröffentlichungen zum Jenischpark ist zu lesen, James Booth habe als Landschaftsarchitekt an der Planung und Gestaltung des Mustergutes mitgewirkt. Das entspricht nicht dem heutigen Kenntnisstand, denn James Booth war nicht als Landschaftsarchitekt tätig und zur fraglichen Zeit mit dem Aufbau der Baumschule beschäftigt. Als weiterer Autor berichtete auch der Zeitgenosse und Freund Piter Poel von einem „geschickten schottischen Landmann“, der engagiert worden sei. Er sei nach wenigen Jahren entlassen worden, da Voght mit dessen Arbeit und Umgang mit den Landarbeitern nicht zufrieden war, und an den russischen Grafen Romanzow vermittelt worden, für den er in St. Petersburg tätig geworden sei.

„Die schönen Bäume, die liebliche Abwechselung von Hügel und Thal, die mannigfaltigen Baumgruppen, die so verschiedenen Land- und Strom-, An- und Aussichten suchte ich zu benutzen, um auf denen, durch die Felder geführten Wegen, eine Reihe wechselnder, in ihrem Charakter voneinander verschiedener Landschaften dem Auge des Wandelnden der Reihe nach darzustellen – dabey alles Kleinliche sorgfältig zu vermeiden, die Hand der Kunst allenthalben zu verstecken, und nur große Massen zu bilden, die des Pinsels würdig wären.“

Der Süderpark war schon zu Voghts Zeiten ein besonders intensiv gestalteter Teil des Gutes, für den nur einheimische Gehölze ausgewählt wurden und der den vorhandenen Baumbestand integrierte. Hier fanden sich zur Untermalung der Landschaft verschiedene Bauwerke, wie die 1790 erbaute Knüppelbrücke, von der Besucher die Gutsarbeiten beobachten konnten, ohne diese zu stören, oder die ebenfalls 1790 erbaute „Mooshütte“ mit der von Voght stammenden Giebelinschrift Amicis et quieti (dt. den Freunden und der Muße [gewidmet]). Der Park wird durch den Lauf der Flottbek in zwei annähernd gleich große Teile geteilt. Die Flottbek ist der letzte offene Bach am Elbhang und unterlag in der Mündung noch bis zum Beginn des 20. Jahrhunderts dem Einfluss der Tide. Ihr Tal mit den naturnah bewachsenen Flussufern bildet die einzige Unterbrechung des ansonsten hohen Elbufers.

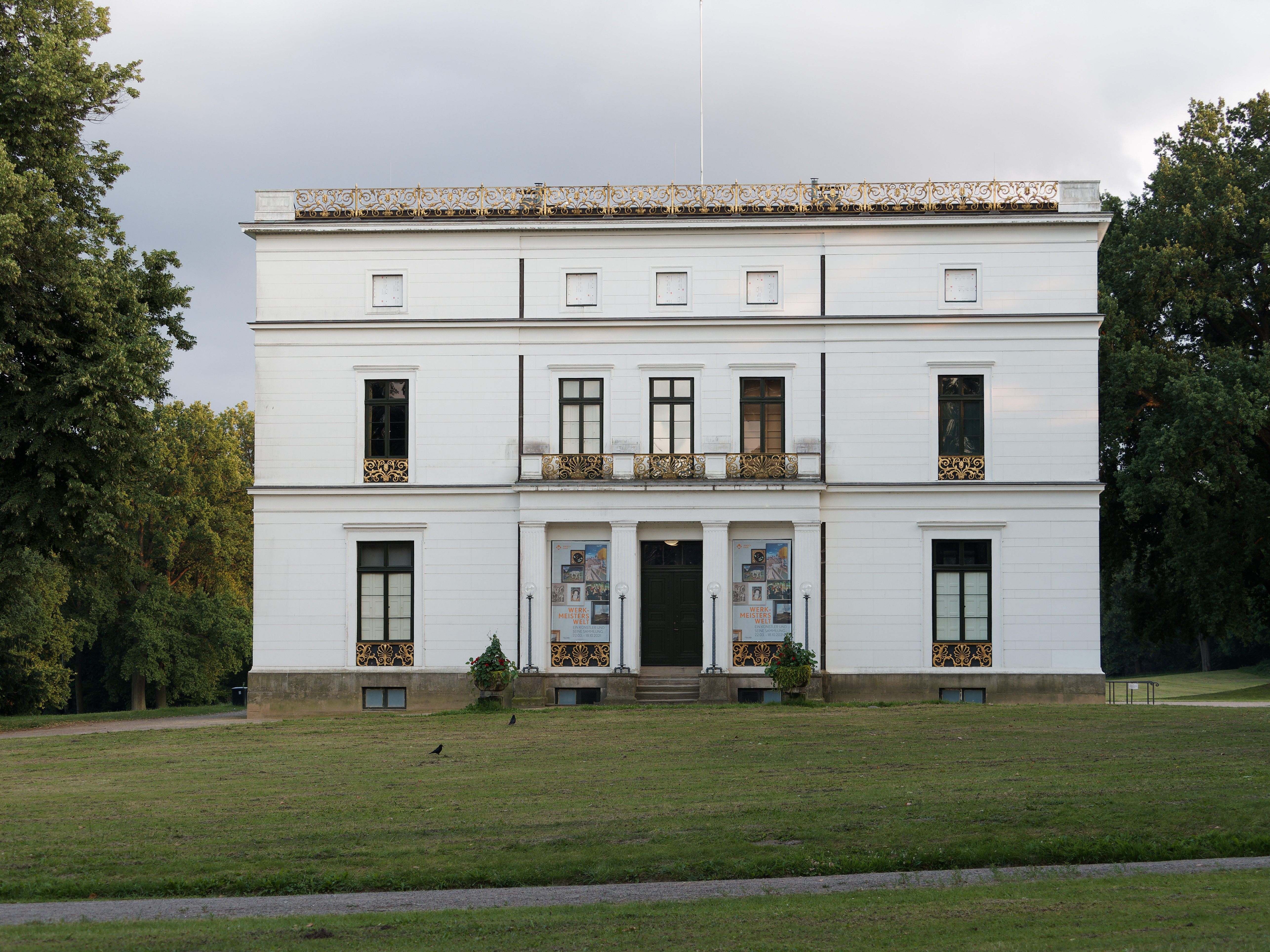
Das Jenisch-Haus

Nachdem Caspar Voght bereits während der Belagerung Hamburgs durch Napoleonische Truppen den südlich der Elbchaussee gelegenen kleinen Teil des Besitzes verkauft hatte, verkaufte er den großen restlichen Teil des Besitzes 1828 an Martin Johann Jenisch. Dieser stellte auf der Fläche des ehemaligen Süderparks die landwirtschaftliche Nutzung ein und ließ sie durch den Kunstgärtner Johann Heinrich Ohlendorff umgestalten. Dabei wurde das heutige Wegenetz geschaffen, Gewächshäuser für Jenischs Sammlung von Palmen, Orchideen und Kakteen wurden gebaut und einige formale Gärten sowie neue Tore und Eingangsbereiche ergänzt. Trotz Jenischs Veränderungen ist die ursprüngliche Ackerstruktur noch sichtbar, viele Einzelbäume und eine Waldparzelle blieben erhalten. Dadurch wandelte sich das Gelände zu einem klassischen Landschaftspark. Im Zuge der Umgestaltung errichtete Jenisch auch das heute nach ihm benannte neue Landhaus. Nördlich des Hauses entstand der „Pleasureground“ vermutlich als Blumengarten zwischen Landhaus und Gewächshäusern, wo auch einige fremdländische Gehölze Einzug hielten, die zumindest in Teilen aus Booths Baumschule im heutigen Westerpark kamen.

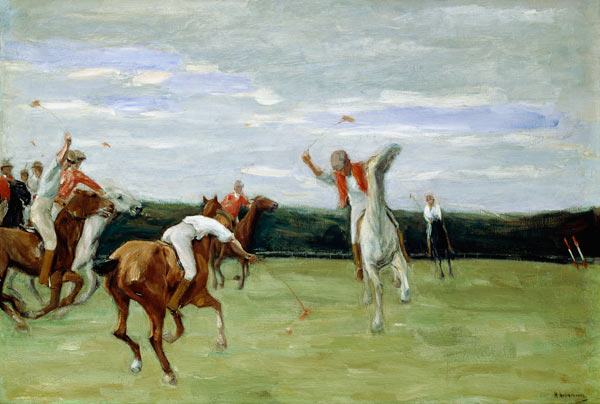
Max Liebermann: Polospiel im Jenischpark (1903)

1927 planten die Erben, die Anlage zu parzellieren und zu verkaufen. Auch eine Nutzung als Golfplatz war im Gespräch. Um dies zu verhindern, wurde der Park von der Stadt Altona gepachtet und der Öffentlichkeit zugänglich gemacht. 1937 kam Altona durch das Groß-Hamburg-Gesetz zu Hamburg. 1939 zwang die Stadt Hamburg die Familie Jenisch zum Verkauf.
Die ehemals prachtvollen Gewächshäuser waren baufällig und wurden in den 1950er Jahren abgerissen und zur Internationalen Gartenbauausstellung 1953 durch moderne Gewächshäuser ersetzt. Das zweite Museum, das Barlach-Haus, wurde 1962 im Nordteil des Parks gebaut und 1997 erweitert. Teile des Parks, insbesondere die Feuchtwiesen und Weichholzauen der Flottbek, sind seit 1982 als Naturschutzgebiet Flottbektal ausgewiesen. Der Baumbestand besteht hier vor allem aus alten Weiden, in den Wiesen findet man Wiesenschaumkraut, Pestwurz, Sauerampfer und Hahnenfuß. Die naturnahe Vegetation entlang der Flottbek steht in reizvollem Kontrast zur übrigen Parklandschaft.
Das dritte Museum, das Eduard Bargheer-Museum, wurde im September 2017 eröffnet.
Am 22. Februar 2021 ereignete sich im Jenischpark eine medial außergewöhnlich intensiv betrachtete und diskutierte Verfolgungsjagd, als die Polizei einen 17-Jährigen mit hoher Geschwindigkeit mit einem Streifenwagen über eine Grünfläche verfolgte, dabei das eigene Fahrzeug stark beschädigte sowie beinahe zwei Kollegen überfuhr. Der 17-Jährige soll gegen Corona-Abstandsregeln verstoßen haben.

## Ausstattung

### Gebäude

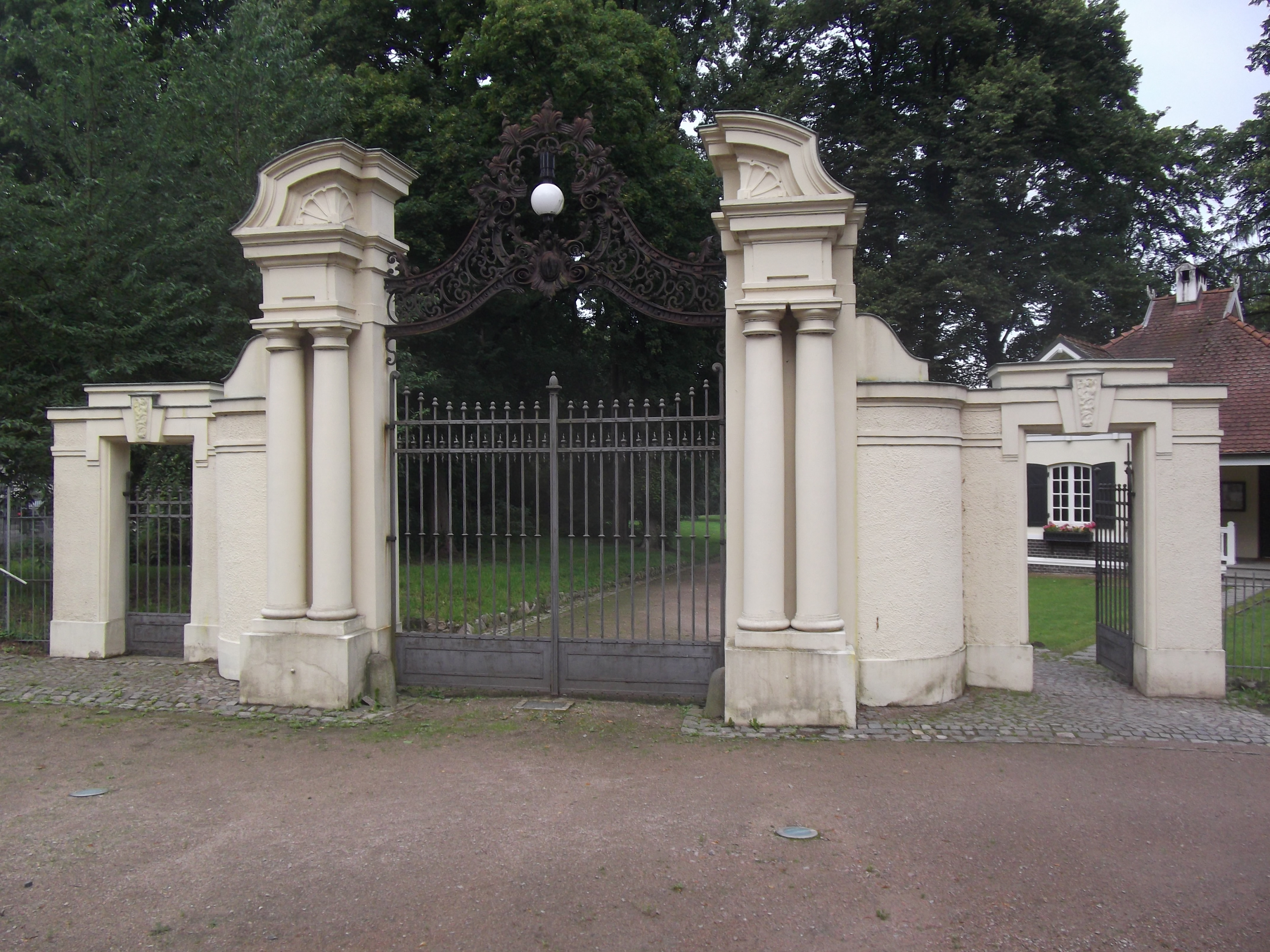
Das Eingangstor an der Elbchaussee

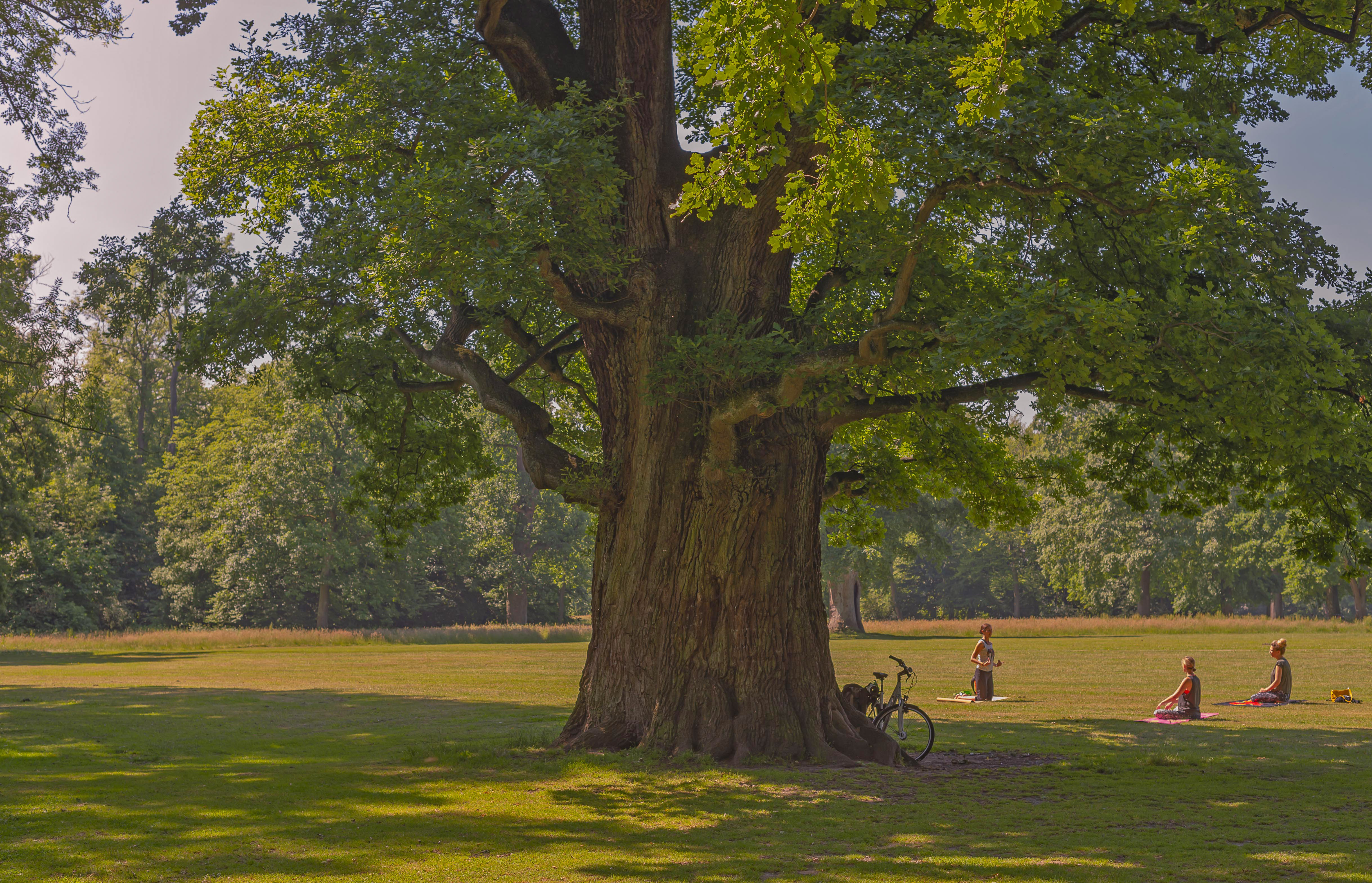
Stamm der großen Eiche auf der Wiese im Jenisch-Park

Neben den drei Museen und den Gewächshäusern gibt es noch ein 1906 erbautes und 2005 restauriertes neobarockes Eingangstor, das von der Elbchaussee in den Park führt, sowie ein direkt dahinter liegendes ehemaliges Parkwärterhaus. Das Tor wird auch als "Kaisertor" bezeichnet, da es von Martin Rücker von Jenisch anlässlich seiner Erhebung in den erblichen Adelsstand für einen Besuch Kaiser Wilhelms II. errichtet wurde. Seit 1992 wurden mit dem noch gültigen Parkpflegekonzept einige der alten Parkarchitekturen wie die Knüppelbrücke und die "Mooshütte" (heute "Eierhütte" genannt) wieder erbaut und Aussichten auf die Elbe und ursprüngliche Wegverläufe restauriert.

### Exotische Bäume
Vor allem im nördlichen Parkbereich dominieren Stauden und Sommerblumen. Dort stehen auch heute noch einige exotische Bäume als Zeugnisse der Handelsbeziehungen Hamburgs zur Entstehungszeit, unter anderem ein über 150 Jahre alter Ginkgo-Baum.

### Große Eiche im Jenischpark
In der Nähe des Jenischhauses steht die große Eiche mit einem Brusthöhenumfang von 8,40 m (2023).

## Fotografien und Karte
Koordinaten: 53° 33′ 9″ N, 9° 51′ 56″ O

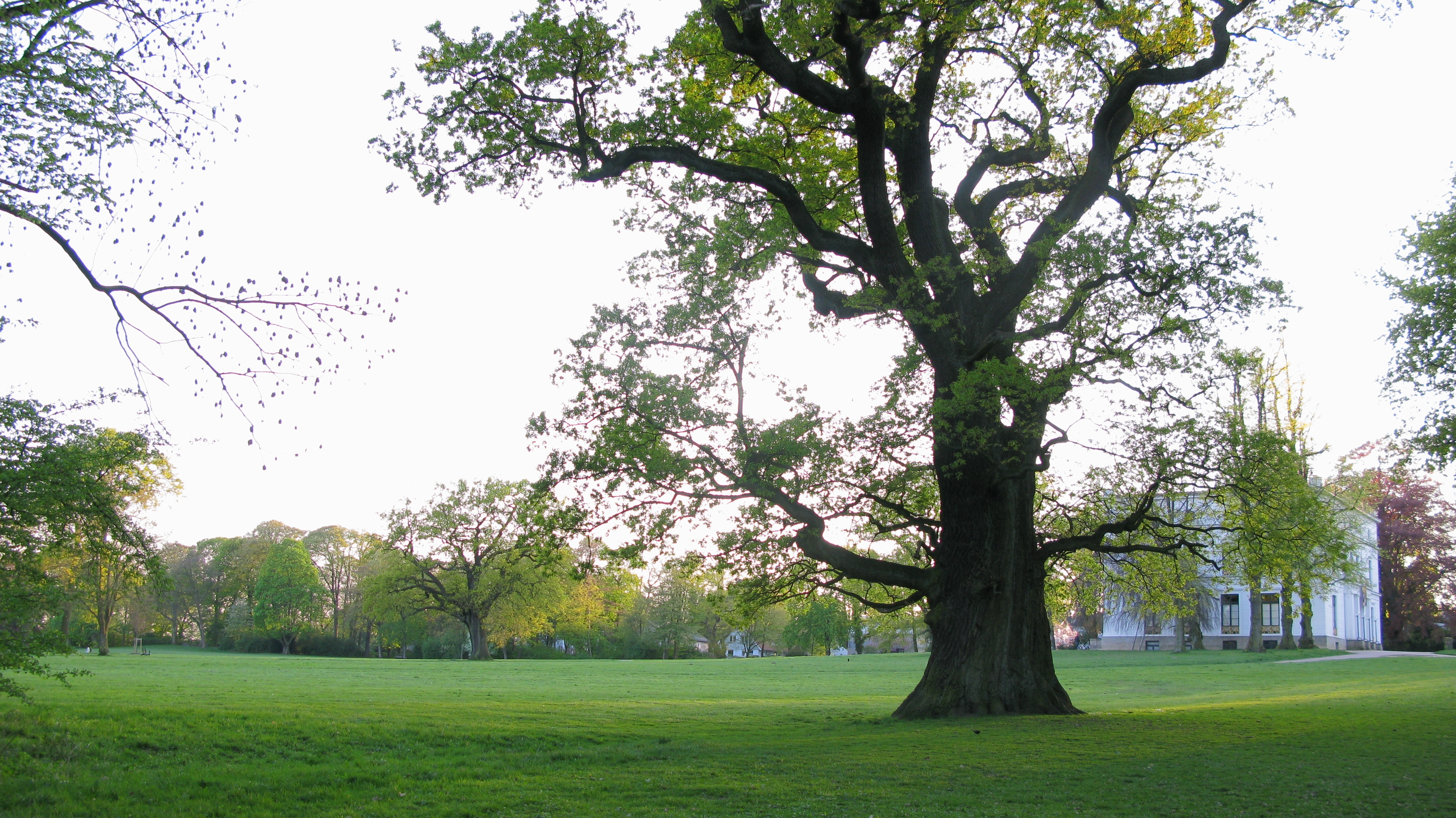
Einer der Solitärbäume
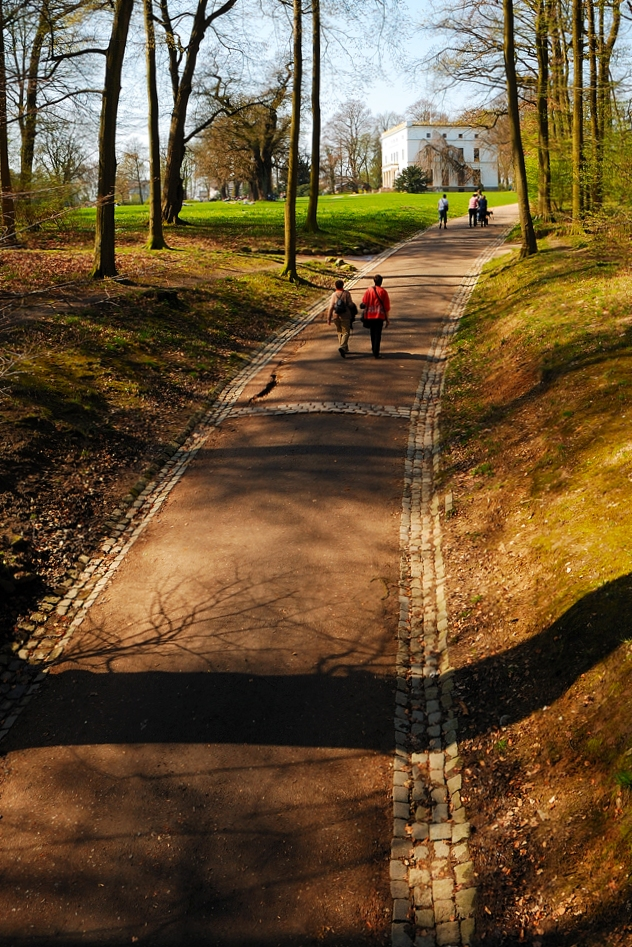
Hohlweg vom Jenisch-Haus zum Flottbektal
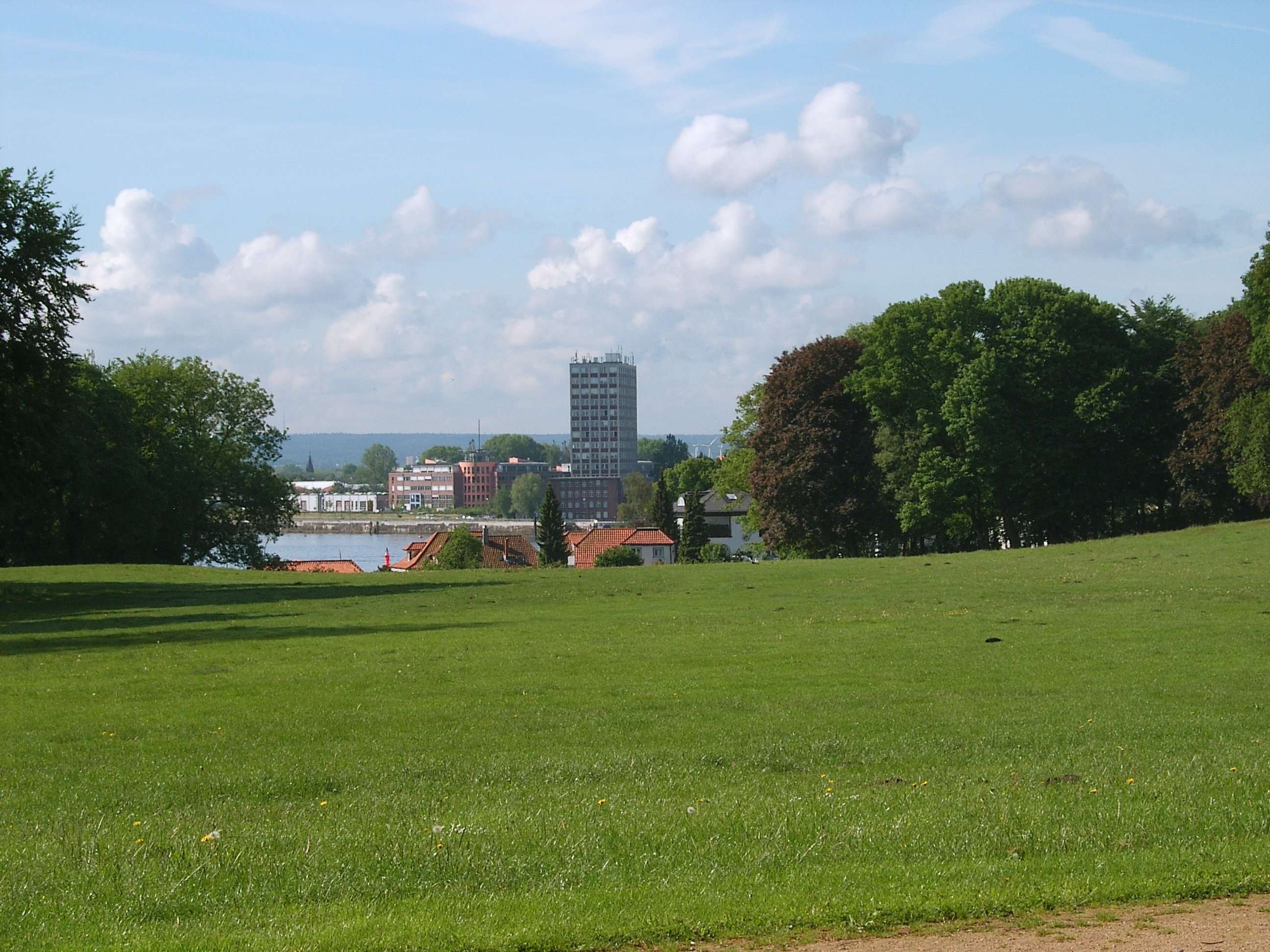
Blick vom Jenisch-Haus über die Elbe auf das ehemalige Gelände der Deutschen Werft in Finkenwerder. (2006)
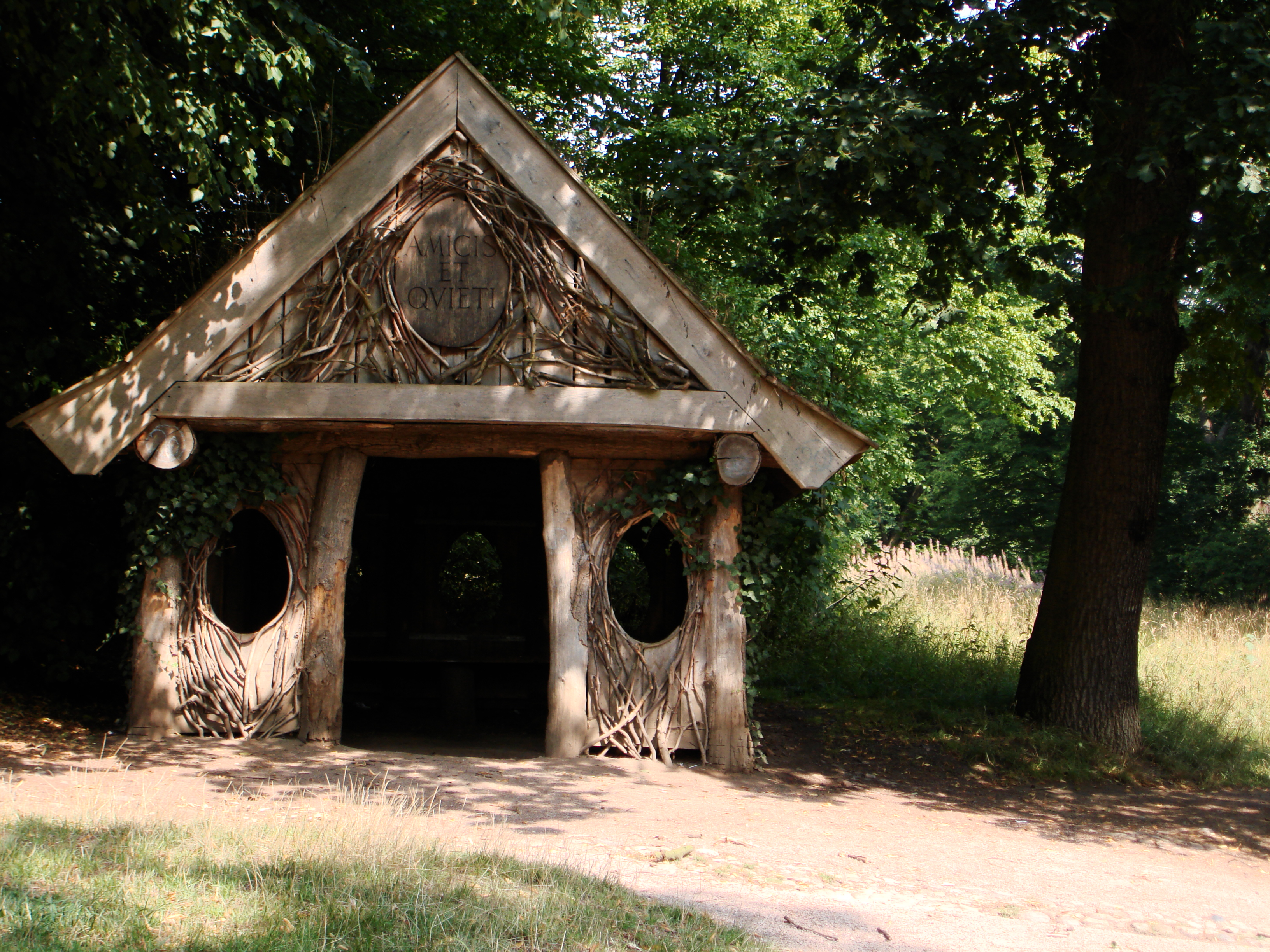
Frontseite der Eierhütte (Nachbau der Mooshütte)
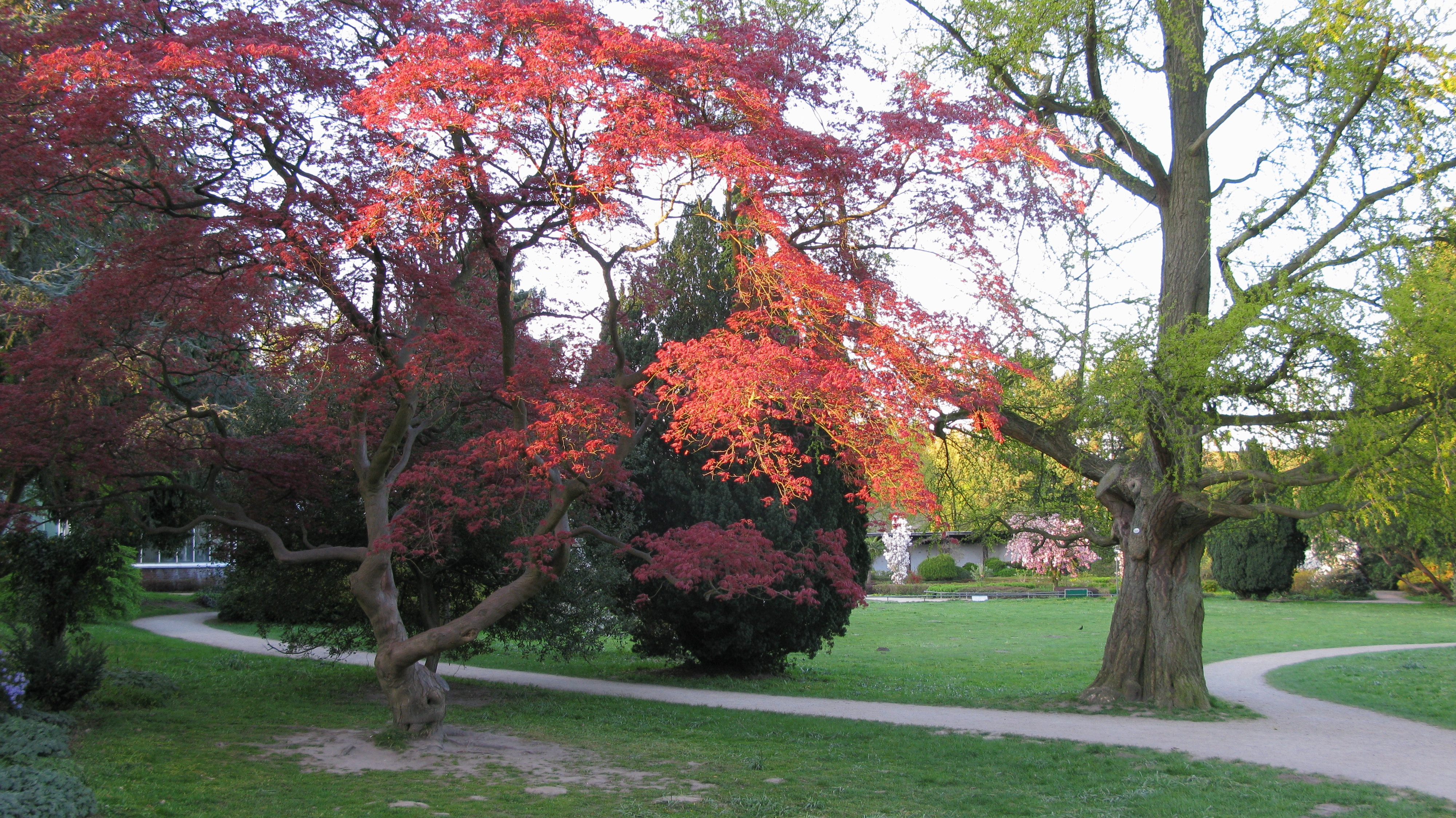
Formaler Parkteil in der Nähe der Gewächshäuser
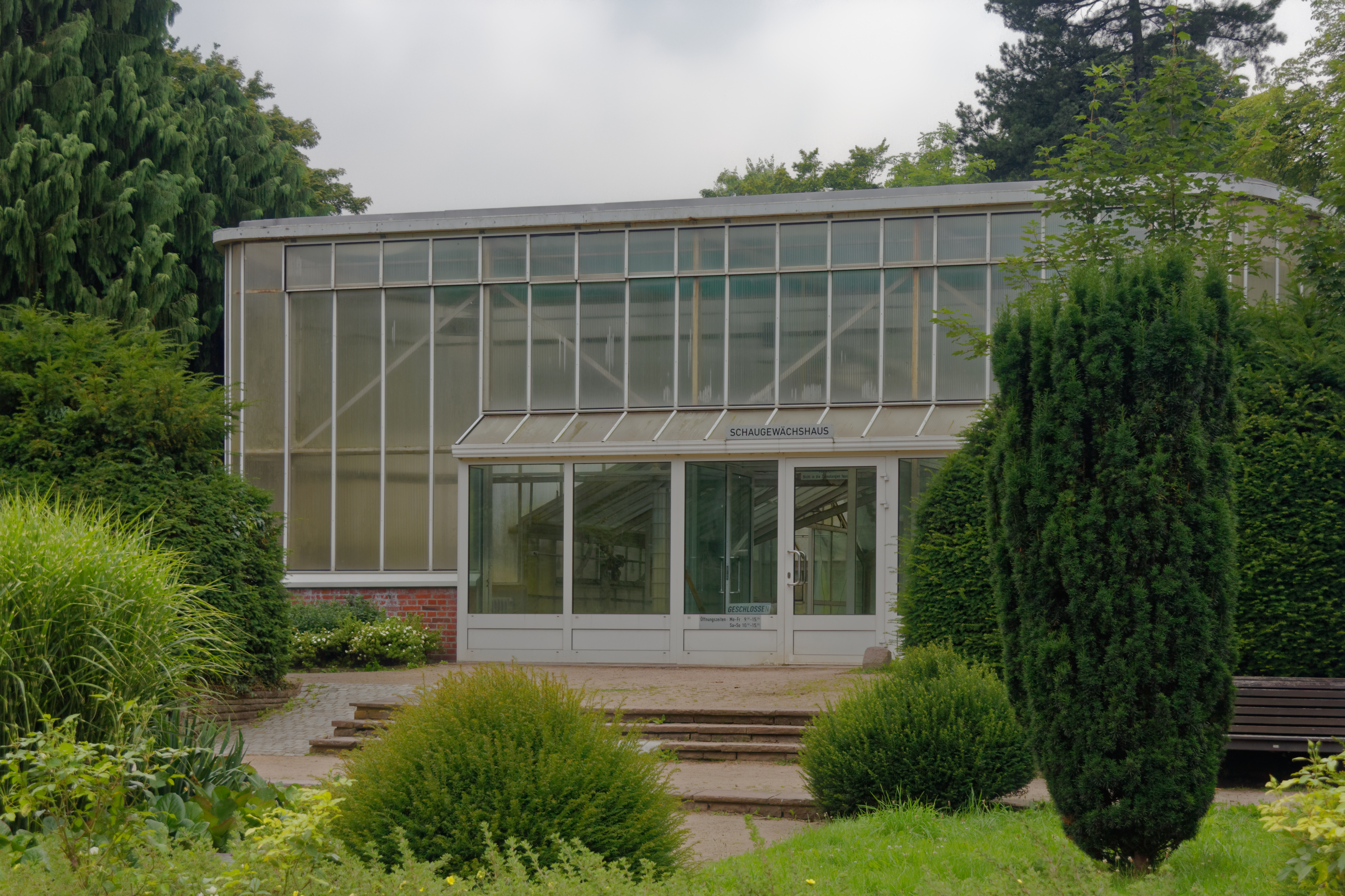
Ehemalige Schaugewächshäuser aus den 1950er-Jahren